# Mira Ljubić-Lorger
Mira Ljubić-Lorger (Split, 8. kolovoza 1953.) hrvatska je sociologinja i političarka, dugogodišnja predsjednica stranke Dalmatinske akcije i zastupnica u drugom sazivu Hrvatskog sabora od 1992. do 1995. godine. Doktorica je političkih znanosti. Istražuje političku prošlost Dalmacije.  U knjizi Autonomaši, orjunaši, preporoditelji objavljenoj 2010. godine bavi se devetnaestim i dvadesetim stoljećem u Dalmaciji od razdoblja preporoda i najviše političkim previranjima između dva svjetska rata, pronositeljima političke misli i analizira rad političara, uspoređujući stanje sa suvremenim u kojem, tvrdi, nema nijednog političara specifično dalmatinske politike. 
Smatra da je najstarija hrvatska regija politički, intelektualno i gospodarski zapuštena,
a pokazuje da takav odnos ima dužu povijest, te da se i danas često tumači mitološko-ideološkom dihotomijom trajno postojećih autonomaštva i orjunaštva, iako se tu trajnost ne nalazi, ali se nalazi dalmatinski regionalizam kojemu je važna forma i sadržaj svake zajedničke države.
Ljubić-Lorger do 1990. godine radila je u Centru za društvena istraživanja Sveučilišta u Splitu na projektu Dijalog kršćana i ljevice, no pod novom vlasti Centar je proglašen "marksističkim leglom", optužen za progon religije i vrlo brzo ugašen. Ostavši bez posla, počela je pisati horoskope za tjednik Nacional.
Kao političarka se u novoj Hrvatskoj zalagala za moderni regionalizam, poput istarskog koji je jedini zaživio pa, prema Ljubić-Lorger, ostao politički zakržljao.  Žestoko je kritizirala vladajući režim u 1990-im godinama zbog posvemašnje centralizacije i pljačke državne imovine. U stranačke prostorije Dalmatinske akcije neotkriveni je počinitelj 1993. godine ubacio bombu, a vodstvo stranke u montiranom sudskom procesu optuženo je za terorizam.

## Intervjui
- Mosorijada (24. lipnja 2010.) s Mirom Ljubić-Lorger: Kanal5 / YouTube 1 2 3 4 5 6